# 金庸作品
本条目列出金庸所创作的作品。金庸作品以武俠小說為主，兼有政論、散文等。

## 小说

### 小说列表
自1955年《書劍恩仇錄》開始至1972年《鹿鼎記》封筆，金庸共創作15部小說，其中長篇6部、中篇6部、短篇3部。
| 作品名稱   | 首次刊載（連載）日期           | 首次刊載刊物   | 字數（萬） | 故事發生朝代 | 說明                                    |
| ---------- | ------------------------------ | -------------- | ---------- | ------------ | --------------------------------------- |
| 書劍恩仇錄 | 1955年2月8日 – 1956年9月5日    | 新晚報         | 55.68      | 清           | 首部、中篇小說。                        |
| 碧血劍     | 1956年1月1日 – 1956年12月31日  | 香港商報       | 42.1       | 明           | 中篇小說。                              |
| 射鵰英雄傳 | 1957年1月1日 – 1959年5月19日   | 香港商報       | 93.04      | 南宋         | 成名作，長篇小說，“射鵰三部曲”之第1部。 |
| 雪山飛狐   | 1959年2月9日 – 1959年6月18日   | 新晚报         | 13.27      | 清           | 中篇小說。                              |
| 神鵰俠侶   | 1959年5月20日 – 1961年7月8日   | 明報           | 101.25     | 南宋         | 長篇小說，“射鵰三部曲”之第2部。         |
| 飛狐外傳   | 1960年 – 1961年                | 武俠與歷史     | 44.69      | 清           | 中篇小說。                              |
| 鴛鴦刀     | 1961年                         | 明報           | 3.55       | 清           | 附在《雪山飛狐》之後的短篇小說。        |
| 白馬嘯西風 | 1961年                         | 明報           | 8.17       | 清           | 附在《雪山飛狐》之後的短篇小說。        |
| 倚天屠龍記 | 1961年7月6日 – 1963年9月2日    | 明報           | 105.33     | 元           | 長篇小說，“射鵰三部曲”之第3部。         |
| 連城訣     | 1963年                         | 東南亞周刊     | 23.84      | 清           | 中篇小說，舊版原名為《素心劍》。        |
| 天龍八部   | 1963年9月3日 – 1966年5月27日   | 明報、南洋商報 | 132.9      | 北宋         | 長篇小說，可視為“射鵰三部曲”之前傳。    |
| 俠客行     | 1966年6月11日 – 1967年4月19日  | 明報           | 36.96      | 明           | 中篇小說。                              |
| 笑傲江湖   | 1967年4月20日 – 1969年10月12日 | 明報           | 106.56     | 明           | 長篇小說。                              |
| 鹿鼎記     | 1969年10月24日 – 1972年9月23日 | 明報           | 124.82     | 清           | 長篇小說，封筆之作。                    |
| 越女劍     | 1970年                         | 明報晚報       | 1.65       | 春秋時期     | 附在《俠客行》之後的短篇小說。          |

1. ↑  網頁上點擊該列標題「作品名稱」即可按金庸作品首字詩「飛雪連天射白鹿，笑書神俠倚碧鴛」的順序排列。
2. ↑  書中影射為清雍正時代。
3. 1 2 3  書中並無明確的年份，此處乃依照小說細節推測。
4. ↑  「新修版」書中明確點出故事發生在《鹿鼎記》之後，舊版並無明確的年份。

金庸曾把所創作的小說名稱的首字聯成一副對聯：「飛雪連天射白鹿，笑書神俠倚碧鴛」。金庸本意為“卅三劍客圖”各寫1篇短篇小說，最後只完成了頭1篇《越女劍》，亦沒有包含在對聯之中。金庸小說之間經常有所關係，除了“射鵰三部曲”外，《碧血劍》與《鹿鼎記》、《飛狐外傳》與《雪山飞狐》和《書劍恩仇錄》之間皆有緊密聯繫（相當多的共通角色及後續情節），加上各小說中亦提及不少的共通人物或事物，可證實大部份之金庸小說實際是處於同一虛構的歷史時空之中：吸星大法（笑）源於北宋時的北冥神功（天）、化功大法（天），化屍粉（鹿）為歐陽峰（射）所製，澄觀（鹿）聽說前朝有位獨孤求敗大俠（神、笑）又有位令狐沖大俠（笑）。

### 小说版本
金庸的武俠小說經歷了3個版本：連載版、修訂版、新修版。1955年至1972年的稿件稱為「連載版」，主要連載於報刊，其後由偉青書店作單行本出版，也有不少沒有版權的單行本，已散佚。1970年代，金庸著手修訂所有作品，至1980年全部修訂完畢，是為「修訂版」，冠名《金庸作品集》，由明河社出版，在大陸由三聯書店出版，故又稱“三聯版”。1999年開始，金庸重新修訂工作，命名為「新修版」（世紀新修版），至今所有新修版均已完成。金庸每次的修訂，情節都有所改動。新修版的故事細節、結局也略有變動，卻也引來不少爭議。如陳墨認為新修版雖然改善修訂版中的錯漏之處，卻又產生新的問題。目前兩岸三地的出版分別授權於香港明河社、臺灣遠流出版社、廣州廣州出版社（2005年開始出版，代替原來的三聯書店）。

### 外文版本
若干小说作品已被翻譯成英文、法文、韓文、日文、越南文、泰文、緬甸文、馬來文、印尼文等在海外流傳。
日文
日本德間書店出版日文版本。
- 日语：（全4卷，原名《書劍恩仇録》，岡崎由美譯）。
- 日语：（全3卷，原名《碧血劍》，岡崎由美監修，小島早依譯）。
- 日语：（全3卷，原名《俠客行》，岡崎由美監修，土屋文子譯）。
- 日语：（全7卷，岡崎由美監修，小島瑞紀譯）。
- 日语：（全1卷，岡崎由美監修，林久之譯）。
- 日语：（全5卷，原名《射鵰英雄傳》，岡崎由美監修，金海南譯）。
- 日语：（全2卷，岡崎由美監修，阿部敦子譯）。
- 日语：（全5卷，原名《神鵰俠侶》，岡崎由美、松田京子譯）。
- 日语：（全5卷，岡崎由美監修，林久之、伊藤未央譯）。
- 日语：（全1卷，原名《白馬嘯西風》、《鴛鴦刀》、《越女劍》，岡崎由美監修，林久之、伊藤未央譯）。
- 日语：（全3卷，原名《飛狐外傳》，岡崎由美監修，阿部敦子譯）。
- 日语：（全8卷，岡崎由美監修，土屋文子譯）。
- 日语：（全8卷，岡崎由美、小島瑞紀譯）。

英文
- （《書劍恩仇錄》，全1冊）牛津大學出版社，恩沙（Graham Earnshaw）譯，閔福德（John Minford）、Rachel May監修。
- （《鹿鼎記》，節譯，全3冊））牛津大學出版社，閔福德（John Minford）譯。
- （《射鵰英雄傳》）。
- （《射鵰英雄傳》，出版4冊），郝玉青（Anna Holmwood）、Gigi Chang、Shelly Brant譯。
- （另有譯名Flying Fox of the Snowy Mountain）（《雪山飛狐》，全1冊）香港中文大學出版社，莫錦屏（Olivia Mok）譯。

## 其它作品
- 三剑楼随笔：與梁羽生、百劍堂主在《大公報》的專欄結集。
- 袁崇焕评传：文化普及性作品，非学术性著作，收录在《碧血剑》。
- 在台所见、所闻、所思：明报出版社1972年出版。
- 探求一個燦爛的世紀：與池田大作的對話錄，1998年出版（台灣：遠流，香港：明河社，大陸：北京大學出版社）。
- 金庸散文集：《明報月刊》「明月四十年精品文叢」，金庸首本散文集。2006年10月初版，作家出版社。
- 月雲：2000年為中國《收穫雜誌》撰寫的自傳體散文式短篇小說，收錄於台灣遠流版、香港明河社版《金庸散文集》。

### 政论
查良鏞為《明報》撰寫社評20餘年，以「左手寫社評，右手寫小說」傳為美談。著名政论包括反對陳毅“裤核论”的《要裤子不要核子》社評、与《大公报》的笔战、文革时期的诸多时政评论。

## 評價
- 金庸研究者陳墨：「金庸筆下的武功，是將「純武」、「半武半文」、「純文」—即實有之武功、半實半虛之武學、完全虛構的武學—這三者相互滲透、相互錯雜，從而創造出一個亦武亦文、亦技亦藝的武功藝術世界。」[6]

## 参見
- 金庸筆下武功列表
- 金庸筆下兵器列表
- 金庸筆下門派列表
- 金庸学